# Трамп наш
«Трамп наш» — російський пропагандистський штамп, інформаційна пропагандистська кампанія, розгорнута в російському політикумі та російських ЗМІ під час виборів 45-го президента США та початкового періоду президентства новообраного Президента США Дональда Трампа, викликана сподіваннями росіян щодо уникнення відповідальності за наслідки військової агресії Росії проти України з 2014 року.
В лютому 2017, після гучної відставки проросійськи налаштованого Майкла Флінна, радника з національної безпеки Президента США, та ряду різких заяв стосовно Росії Дональда Трампа, з'явилась інформація, що російським державним ЗМІ наказали припинити вихваляти Трампа.

## Кампанія
Окремим прикладом використання Росією ботів у Twitter, що впливали на політичні вподобання громадян інших держав був акаунт «@TEN_GOP», котрий був дуже помітним «голосом» у американських правих, за яким стежили понад 130 000 осіб, а деякі помічники Трампа робили репости його записів під час передвиборчої кампанії. Коли діяльність цього облікового запису була призупинена у липні 2017 року, то в мережі навіть почалися протести американських правих радикалів, не згодних із закриттям акаунту. Але вже в жовтні Twitter підтвердив, що акаунт «@TEN_GOP» був фейковим і керувався російським оператором, пов'язаним із так званою «фабрикою тролів» в Санкт-Петербурзі.

### У російському політикумі
Голова впливової фракції в російській Держумі та лідер ЛДПР Володимир Жириновський широко відсвяткував перемогу Дональда Трампа на виборах президента США. Жириновський заявив, що очікує серйозного повороту в зовнішній політиці США.

### У російських ЗМІ
Стараннями російських ЗМІ на початок лютого 2017 Трамп в інформаційному полі Росії за популярністю випередив президента Росії Володимира Путіна.
В програмі «Прямий ефір» (державний телеканал Росія-1) «Таємниці Лагідного травня»: Чому батько Шатунова не хоче бачити знаменитого сина? (23.12.2016)» Андрій Разін, соліст, продюсер групи «Ласковый май» заявляв, що Наталя Грозовська (за його словами солістка цього гурту, яка знаходиться в США; співачка, працює в «Шер»-програмі; неодноразово брала участь в «Міс Світу») була у штабі Трампа, особисто з ним знайома, і проводила велику роботу в Лас-Вегасі і «практично вела його кампанію». Хоча, дуже ймовірно, що Андрій Разін, як завжди, говорив неправду, проте це не має значення при штучному формуванні громадської думки у глядача.

### У російському бізнесі
Магазин «Армія Росії» навпроти американського посольства у Москві в день інавгурації новообраного президента запропонував 10-відсоткову знижку на всі товари, серед яких були сувеніри з «ввічливими людьми» та на честь «приєднання» Криму до Росії.